# Hubertus Buchstein

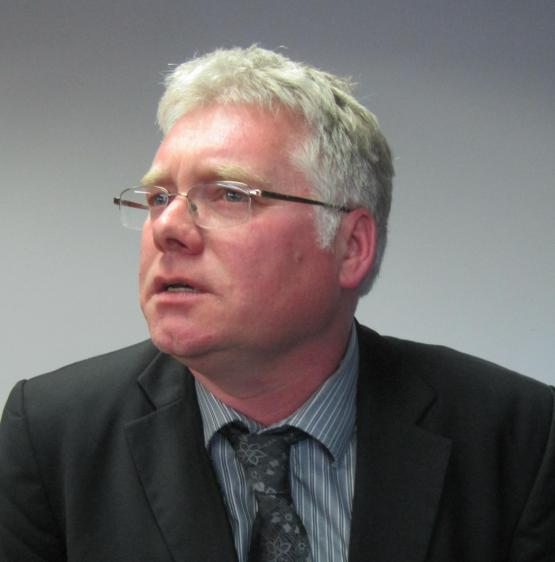
Hubertus Buchstein (2013)

Hubertus Buchstein (* 6. September 1959 in Eutin) ist ein deutscher Politikwissenschaftler und Professor für Politische Theorie und Ideengeschichte am Institut für Politik- und Kommunikationswissenschaft der Universität Greifswald. Seine Forschungsschwerpunkte sind moderne politische Theorie, politische Ideengeschichte, Demokratietheorie, Wissenschaftsgeschichte und Kritische Theorie.

## Leben und Werk
Hubertus Buchstein studierte ab 1978 Politikwissenschaft, Germanistik, Geschichte und Philosophie am Otto-Suhr-Institut (OSI) der FU Berlin und in Göttingen. Sein Studienabschluss erfolgte 1984 mit dem Ersten Staatsexamen für das Höhere Lehramt. 1989 wurde Buchstein an der FU mit seiner Dissertation Politikwissenschaft und Demokratie bei Gerhard Göhler promoviert. Er habilitierte sich 1998 an der FU Berlin mit seinem Buch Öffentliche und Geheime Stimmabgabe und erwarb damit die Venia Legendi für das Fach Politikwissenschaft.
Als Assistent am OSI war er an der Vorbereitung und Durchführung des Weltkongresses der International Political Science Association (IPSA) in Berlin 1994 beteiligt. Von 1995 bis 2005 lehrte er regelmäßig an der Graduate Faculty der New School for Social Research in New York. 1998 nahm er den Ruf auf die neu etablierte Professur für Politische Theorie und Ideengeschichte an der Ernst-Moritz-Arndt-Universität Greifswald an. 2017 gehörte er im Akademischen Senat der Universität zu den Initiatoren ihrer Rückbenennung in Universität Greifswald.
Seit 1986 ist Buchstein in der Sektion Politische Theorie und Ideengeschichte der Deutschen Vereinigung für Politikwissenschaft (DVPW) aktiv, zwischenzeitlich auch als deren Sprecher. Er war Mitglied im Beirat und Vorstand der Fachgesellschaft, von 2006 bis 2009 übernahm er das Amt des Stellvertretenden Vorsitzenden und von 2009 bis 2012 das Amt des Vorsitzenden der DVPW. Von 2007 bis 2017 war Buchstein Vorsitzender des Kuratoriums der Landeszentrale für politische Bildung in Mecklenburg-Vorpommern.
Buchstein ist seit 1998 Mitherausgeber der Berliner Zeitschrift für Sozialwissenschaft – Leviathan. Von 2010 bis 2020 fungierte er als Co-Editor von Redescriptions. Seit 2020 ist er zusammen mit Christina Lafont und Simone Chambers Editor in Chief von Constellations. Darüber hinaus war er zusammen mit Rainer Schmalz-Bruns Herausgeber der Reihe Studies in Political Theory im Nomos-Verlag.
Thematisch befasst sich Hubertus Buchstein mit Grundfragen der Demokratietheorie und den vielfältigen Prozeduren der Demokratie. Er vertritt den Ansatz eines „Kritischen Institutionalismus.“ Seine Aleatorische Demokratietheorie, in der er für die gezielte Einführung von Losverfahren in modernen Demokratien plädiert, wird in der Wissenschaft kontrovers diskutiert. Weitere Schwerpunkte seiner Forschungen sind die politische Ideengeschichte, die Kritische Theorie, die Wissenschaftsgeschichte der Politikwissenschaft und die politische Bildung. Zudem war Buchstein an mehreren Editionsvorhaben – u. a. zum Werk von Ernst Fraenkel, Otto Kirchheimer, Arkadij Gurland und John Stuart Mill– beteiligt. In den 2000er Jahren hat er auch zu den Themen Online-Wahlen sowie Rechtsextremismus im ländlichen Raum in Ostdeutschland geforscht. Von 2019 bis 2023 leitete er ein vom Bundesministerium für Bildung und Forschung (BMBF) und dem Land Mecklenburg-Vorpommern gefördertes Forschungsprojekt zu den Todesfällen, die sich zwischen 1961 und 1989 bei der Flucht aus der DDR über die Ostsee ereigneten.
Er ist gelegentlich auch als politischer Kommentator aktiv.

## Auszeichnungen und Gasteinladungen
- 2021: Fellowship im Opus Magnum-Programm der Volkswagenstiftung
- 2018/19: Theodor Heuss Professur an der New School for Social Research in New York, Department of Politics
- 2017/18: Fellowship am DFG-Forscherkolleg ‚Postwachstumsgesellschaften‘ an der Friedrich-Schiller-Universität Jena
- 2012/13: Fellowship am Wissenschaftskolleg zu Berlin
- 2002: Hans Speier Professorship der New School University New York
- 2000: Adolph Lowe Professorship der Graduate Faculty an der New School University in New York
- 1994/96: Feodor Lynen Research Fellowship der Alexander von Humboldt-Stiftung

## Schriften und Herausgaben

### Schriften (Auswahl)
- Enduring Enmity – The Story of Otto Kirchheimer and Carl Schmitt. transcript Verlag, Bielefeld 2024, ISBN 978-3-8376-6470-6. Open Access
- mit Henning Hochstein, Jenny Linek und Merete Peetz: Ostseefluchten – Todesfälle bei der Flucht aus der DDR über die Ostsee 1961–1989. 2023 (im Erscheinen).
- mit Alfons Söllner, Michael Wildt und Peter Hayes: ad L. Franz Neumann. Behemoth. Europäische Verlagsanstalt, ISBN 978-3-86393-158-2.
- Typen moderner Demokratietheorien. Überblick und Sortierungsvorschlag. Springer Fachmedien (Reihe „essentials“), Wiesbaden 2016, ISBN 978-3-658-13330-6.
- Demokratiepolitik. Theoriebiographische Studien zu deutschen Nachkriegspolitologen. Nomos, Baden-Baden 2012, ISBN 978-3-8329-5580-9.
- mit Joanna Bars, Benjamin Fredrich, Antonia Geisler u.a: Die NPD im Kommunalwahlkampf 2009 in Mecklenburg-Vorpommern. Steinbecker-Verlag, Greifswald 2010.
- Demokratietheorie in der Kontroverse. Nomos, Baden-Baden 2009, ISBN 978-3-8329-4896-2.
- Demokratie und Lotterie. Das Los als politisches Entscheidungsinstrument von der Antike bis zur EU. Campus, Frankfurt/Main, New York 2009, ISBN 978-3-593-38729-1.
- mit Katharina Beier u. a.: Die NPD in den kommunalen Parlamenten Mecklenburg-Vorpommerns. Steinbecker-Verlag, Greifswald 2006, ISBN 978-3-931483-35-7.
- Öffentliche und geheime Stimmabgabe. Eine ideengeschichtliche und wahlrechtshistorische Studie. Nomos, Baden-Baden 2000. ISBN 3-7890-6673-7.
- Politikwissenschaft und Demokratie. Wissenschaftskonzeption und Demokratieverständnis sozialdemokratischer Nachkriegspolitologen in Berlin. Nomos, Baden-Baden 1992. ISBN 978-3-7890-2606-5.
- mit Gerlinde Schlöer: Politische Theorie in der Kritischen Theorie nach 1950 – Franz L. Neumann. Berlin: Otto-Suhr-Institut, Berlin 1983.

### Herausgaben (Auswahl)
- mit Dirk Jörke (Hrsg.): Hermann Heller – Kämpfen für die Demokratie. Kleine politische Schriften. Europäische Verlagsanstalt, Hamburg 2023, ISBN 978-3-86393-167-4.
- mit Rieke Trimçev und Kerstin Pohl (Hrsg.): Demokratietheorien. Von der Antike bis zur Gegenwart. 10. vollständig überarbeitete Auflage, Wochenschau Verlag, Frankfurt am Main 2021, ISBN 978-3-7344-1239-4.
- Otto Kirchheimer – Gesammelte Schriften in 6 Bänden. Nomos, Baden-Baden 2017–2021, ISBN 978-3-8487-4737-5.
- mit Hedwig Richter (Hrsg.): Kultur und Praxis der Wahlen. Eine Geschichte der modernen Demokratie. Springer, Wiesbaden 2017, ISBN 978-3-658-16097-5.
- mit Stefan Beyerle (Hrsg.): Studium und Terror: Jüdische Studierende in der Zeit des Nationalsozialismus. Reihe „Greifswalder Universitätsreden“, Neue Folge Nr. 149, Greifswald 2016.
- mit Siegfried Frech und Kerstin Pohl (Hrsg.): Beutelsbacher Konsens und Politische Kultur. Siegfried Schiele und die politische Bildung. Wochenschau Verlag, Frankfurt am Main 2016, ISBN 978-3-7344-0196-1.
- mit Sandra Seubert (Hrsg.): John Stuart Mill: Über Sozialismus. In der Übersetzung von Sigmund Freud. Mit einem Essay „John Stuart Mill und der Sozialismus“ von Hubertus Buchstein und Sandra Seubert. Europäische Verlagsanstalt, Hamburg 2016, ISBN 978-3-86393-071-4.
- (Hrsg.): Die Versprechen der Demokratie. Dokumentation des 25. Wissenschaftlichen Kongresses der DVPW. Nomos, Baden-Baden 2013, ISBN 978-3-8487-0230-5.
- mit Sandra Seubert (Hrsg.): John Stuart Mill: Betrachtungen über die Repräsentativregierung. Suhrkamp, Berlin 2013, ISBN 978-3-518-29667-7.
- mit Antonia Geisler (Hrsg.): John Stuart Mill: Liberale Gleichheit. Vermischte politische Schriften. Akademie-Verlag, Berlin 2013, ISBN 978-3-05-005687-6.
- mit Georg Weißeno (Hrsg.): Politisch Handeln. Modelle, Möglichkeiten, Kompetenzen. Barbara Budrich Verlag, Leverkusen 2012, ISBN 978-3-86649-471-8.
- mit Gudrun Heinrich (Hrsg.): Rechtsextremismus in Ostdeutschland. Demokratie und Rechtsextremismus im ländlichen Raum. Wochenschau Verlag, Frankfurt am Main 2010, ISBN 978-3-89974-578-8.
- mit Gerhard Göhler (Hrsg.): Politische Theorie und Politikwissenschaft. Springer VS Verlag für Sozialwissenschaften, Wiesbaden 2007, ISBN 978-3-531-15108-3.
- mit Claus Offe und Tine Stein (Hrsg.): Souveränität, Recht, Moral. Die Grundlagen politischer Gemeinschaft. Campus, Frankfurt/Main und New York 2007, ISBN 978-3-593-38339-2.
- mit Mariacarla Gadebusch Bondio (Hrsg.): „Medizin ohne Menschlichkeit“. Zum Missbrauch medizinischer Verantwortung im Nationalsozialismus. Reihe „Greifswalder Universitätsreden“, Neue Folge Nr. 123, Greifswald 2006.
- mit Rainer Schmalz-Bruns (Hrsg.): Politik der Integration: Symbole, Repräsentation, Institution. Festschrift für Gerhard Göhler zum 65. Geburtstag. Nomos, Baden-Baden 2006, ISBN 978-3-8329-1758-6.
- mit Harald Neymanns (Hrsg.): Online-Wahlen. Opladen: Leske und Budrich, Opladen 2002, ISBN 978-3-8100-3380-2.
- mit Gerhard Göhler (Hrsg.): Vom Sozialismus zum Pluralismus. Beiträge zu Werk und Leben Ernst Fraenkels. Nomos, Baden-Baden 2000, ISBN 3-7890-6869-1.
- mit Gerhard Göhler und Alexander von Brünneck: Ernst Fraenkel – Gesammelten Schriften in 6 Bänden. Nomos, Baden-Baden 1999–2011, ISBN 978-3-8329-6589-1.
- mit Rainer Schmalz-Bruns (Hrsg.): Benjamin Barber: Starke Demokratie. Rotbuch, Hamburg 1994, ISBN 3-88022-804-3.
- mit Dieter Emig (Hrsg.): A.R.L. Gurland: Sozialdemokratische Kampfpositionen 1925–53. Nomos, Baden-Baden 1991, ISBN 3-7890-2277-2.